# 9309 Платанус
9309 Платанус (9309 Platanus) — астероїд головного поясу, відкритий 20 вересня 1987 року.
Тіссеранів параметр щодо Юпітера — 3,172.